# Euselasia decussis
Euselasia decussis är en fjärilsart som beskrevs av Hans Ferdinand Emil Julius Stichel 1927. Euselasia decussis ingår i släktet Euselasia och familjen Riodinidae. Inga underarter finns listade i Catalogue of Life.